# الجنة: الحب
الجنة: الحب هو فيلم من نوع دراما أُصدر في 18 مايو 2012. الفيلم من إخراج أولريتش سيدل، أما السيناريو فكان من كتابة أولريتش سيدل وفيرونيكا فرانز.

## القصة
تقع أحداث الفيلم في كينيا. وقصة الفيلم الرئيسية حول الدعارة والسياحة الجنسية.

## طاقم التمثيل
- مارغريث تيزال
- إنجي موكس
- Dunja Sowinetz  [لغات أخرى]‏
- ماريا هوستاتير

## وصلات خارجية
- الجنة: الحب على موقع IMDb (الإنجليزية)
- الجنة: الحب على موقع ميتاكريتيك (الإنجليزية)
- الجنة: الحب على موقع روتن توميتوز (الإنجليزية)
- الجنة: الحب على موقع نتفليكس (الإنجليزية)
- الجنة: الحب على موقع قاعدة بيانات الأفلام العربية
- الجنة: الحب على موقع ألو سيني (الفرنسية)
- الجنة: الحب على موقع Turner Classic Movies (الإنجليزية)
- الجنة: الحب على موقع أول موفي (الإنجليزية)
- الجنة: الحب على موقع بوكس أوفيس موجو (الإنجليزية)
- الجنة: الحب على موقع فيلمافينيتي (الإسبانية)